# Nature's Light
Albums de Blackmore's Night
Here We Come A-Caroling
(2020)
Nature's Light est le onzième album studio du groupe Blackmore's Night, sorti le 12 mars 2021. 
Comme le déclare, Candice Night, le thème de l'abum est « l’histoire de la nature en tant que vraie reine et de la simplicité et de la magie des miracles quotidiens qui se produisent sous vos yeux ».  
L'album est également disponible en version deux CD, avec sur le second CD, une chanson provenant de chaque précédent album studio du groupe, excepté Winter Carols.  

## Analyse des titres
Once Upon December est une adaptation avec de nouvelles paroles de la chanson traditionnelle italienne Fuggi fuggi fuggi que le duo a découverte par l'intermédiaire du musicien Owain Phyfe (en) (mort en 2012) du groupe The New Word Renaissance Band. 
Four Winds est une chanson folk rock d'inspiration médiévale dans laquelle la mélodie principale est jouée à l'unisson à la flûte et à la mandole. Son thème retrace le parcours de deux amies d'enfance de Candice Night parties aux « quatre vents ». 
Feather in the Wind  est une chanson folk mélancolique dans laquelle de nombreuses percussions sont présentes. Ritchie en a composé le thème en 2018, année funeste au cours de laquelle il a perdu son frère, Candice son père, et tous deux leur chat de seize ans. Le titre « Plume dans le vent » représente un signe envoyé par l'esprit des défunts. 
Darker Shade of Black est un titre instrumental, déjà présent sur l'album précédent All our Yesterdays : son titre et ses accords descendants à l'orgue, inspirés par Bach, sont à un clin d'œil à la chanson A Whiter Shade of Pale de Procol Harum. La pièce fait aussi penser à la musique du film Il était une fois la révolution composée par Ennio Morricone : orgue Hammond, violon, voix féminine « Ouh », orgue d'église, clavecin  et un solo final de guitare électrique de Ritchie Blackmore. 
The Twisted Oak est une valse lente, dans laquelle Candice Night chante avec accompagnement de guitare acoustique, nyckelharpa, violon, bois et tambourin. La mélodie est inspirée d'un thème joué par un ami allemand de Ritchie, membre d'un groupe de musique médiévale/rennaissance. 
Nature's Light est une chanson avec un thème pompeux de cuivres (joués aux claviers) pouvant accompagner l'arrivée du roi et de la reine. Le pont est constitué d'un dialogue entre la flûte et le violon. 
Der Letze Musketier est une pièce instrumentale en hommage au deux musiciens défunts du trio Three Musketeers dans lequel jouait Ritchie en 1964 en Allemagne, lequel est ainsi « le dernier mousquetaire ». Après une minute d'introduction à l'orgue Hammond dans le style de Bach, le titre évolue dans un blues rock lent joué à la guitare électrique par Blackmore.  
Wish You Where Here est une ballade, reprise du groupe suédois de techno-dance Rednex extrait de son album Sex & Violins (1995), et que Blackmore's Night avait déjà adaptée en 1997 sur son premier album Shadow of the Moon et en 2006 sur son album de chant de Noël Winter Carols. Elle apparaît ici dans un arrangement différent. C'est une des chansons les plus demandées par le public lors des concerts du groupe. 
Going to the Faire est l'adaptation d'une danse de la Renaissance composée par Tielman Susato et dont les paroles évoquent l'innocence de l'enfance. À la fin de la chanson, les enfants du duo, Autumn et Rory   chantent « Na Na Na Na Na » dans les chœurs. 
Second Element est une ballade reprise de la chanteuse britannique Sarah Brightman, laquelle parle de « l'amour pour l'élément eau, source de nos vies » : Candice  y chante accompagnée par Ritchie à la guitare acoustique, avant que ce dernier ne délivre un solo de guitare électrique dans le pont. À la reprise du chant, Candice est accompagné par la voix masculine de Jim Pappalardo, tandis que Ritchie continue son solo à l'électrique jusqu'à la fin du titre.  

## Liste des titres
| 1. | Once Upon a December                           | Night                             | Trad., Blackmore                                    | 3:09 |
| 2. | Four Winds                                     | Night                             | Blackmore                                           | 3:02 |
| 3. | Feather in the Wind                            | Night                             | Blackmore                                           | 4:30 |
| 4. | Darker Shade of Black (Instrumental)           |                                   | Blackmore                                           | 6:05 |
| 5. | The Twisted Oak                                | Night                             | Blackmore                                           | 4:18 |
| 6. | Nature's Light                                 | Night                             | Blackmore                                           | 4:30 |
| 7. | Der Letzte Musketier (Instrumental)            |                                   | Blackmore                                           | 4:57 |
| 8. | Wish You Where Here (2021) (Reprise de Rednex) | Leskelä Teijo                     | Leskelä Teijo                                       | 5:04 |
| 9. | Second Element (Reprise de Sarah Brightman)    | Frank Peterson & Donath Karl Pirs | Frank Peterson, Matthias Meissner & Thomas Schwartz | 6:05 |

| 1. | Shadow of the Moon (Shadow of the Moon (1997))   | Blackmore, Night        | 5:05 |
| 2. | Under a Violet Moon (Under a Violet Moon (1999)) | Blackmore, Night        | 4:23 |
| 3. | Storm (Fires at Midnight (2001))                 | Blackmore, Night        | 6:09 |
| 4. | Way to Mandalay (Ghost of a Rose (2003))         | Blackmore, Night        | 6:24 |
| 5. | Streets of London (The Village Lanterne (2006))  | Ralph McTell            | 3:44 |
| 6. | Empty Words (Secret Voyage (2008))               | Trad., Blackmore, Night | 2:40 |
| 7. | Believe in Me (Autumn Sky (2010))                | Blackmore, Night        | 4:21 |
| 8. | Dancer and the Moon (Dancer and the Moon (2013)) | Blackmore, Night        | 4:53 |
| 9. | All our Yesterdays (All our Yesterdays (2015))   | Blackmore, Night        | 3:59 |

## Musiciens
D'après le livret accompagnant l'album Nature's Light :
- Ritchie Blackmore : guitares acoustiques et électriques, vielle à roue, nyckelharpa, mandole
- Candice Night : chant solo et harmonique, bois médiévaux et de la Renaissance, tambourin
- Bard David de Larchmont (David Baranowski[8] ) : claviers, choeurs
- Earl Gray of Chimay (Mike Clemente[9]) : basse et guitare rythmique
- Troubadour of Aberdeen (David Keith[10]) : percussions
- Scarlett Fiddler (Claire Smith[11]) : violon
- Lady Lynn (Christina Lynn Skleros[12]) : choeurs

Les musiciens sont les mêmes que sur le précédent album All our Yesterdays, avec en particulier la présence du percussionniste David Keith et de la chanteuse Christina Lynn Skleros, lesquels font également partie du  groupe Rainbow reformé par Ritchie Blackmore en 2015.

### Musiciens additionnels
- Autumn et Rory Blackmore (enfants du couple) : chœurs sur Going to the Faire[13]
- Jim Pappalardo : chœurs sur Second Element[13]

## Production
- Producteur exécutif - Ritchie Blackmore
- Assistant producteur / ingénieur du son / arrangements orchestraux - Pat Regan
- Mastering par Brad Vance au Red Masteng Studios
- Dessin de couverture par Jean Marion De Biase
- Photographie par Micahel Keel
- Design par Alexander Mertsch, bsight.com

## Classements
| Chart (2021)                   | Position |
| ------------------------------ | -------- |
| Autriche (Ö3 Austria)          | 14       |
| Belgique (Ultratop Flandres)   | 63       |
| Belgique (Ultratop Wallonie)   | 100      |
| Allemagne (Offizielle Top 100) | 7        |
| Suisse (Schweizer Hitparade)   | 22       |